# Кокоринов, Александр Филиппович
Алекса́ндр Фили́ппович Коко́ринов, Какоринов (29 июня [10 июля] 1726, Тобольск — 10 [21] марта 1772, Санкт-Петербург) — русский архитектор и инженер-строитель, один из наиболее известных зодчих раннего русского классицизма, педагог. Сподвижник государственного деятеля и мецената Ивана Шувалова, один из организаторов и первых преподавателей Императорской Академии художеств в Петербурге, последовательно занимавший посты официального архитектора (с 1758), инспектора (с 1760), директора (с 1761), профессора архитектуры (с 1765) и ректора (с 1769); руководитель строительства (по другой версии — соавтор проекта в паре с Жаном-Батистом Валлен-Деламотом) здания Академии художеств на Васильевском острове.

## Биография

### Происхождение и ранние годы
Дед архитектора, Григорий Кокоринов, был тобольским священником. Продолжая семейную традицию, своего сына Филиппа (будущего отца архитектора), он отдал в Тобольскую духовную архиерейскую школу, однако ни священно-, ни церковнослужителем Филипп не стал, а «уволился» от церковной службы и занял место чиновника духовной консистории, был «в комиссии раскольничьих дел управитель» как изложил в прошении о приёме на государственную службу, поданном в 1742 году, Александр Филиппович, и сам Филипп Григорьевич в «сказке», записанной с его слов. Архитектором при сибирских заводах Демидова, как сообщал в очерке для журнала «Нива» (1870) П. Н. Петров, Филипп Григорьевич не был.

### Москва
С 1740 года учился в Тобольске, затем приехал в Москву вместе с семьёй архитектора И. Я. Бланка, в архитектурную команду которого был направлен указом Сената «для обучения архитектурной науке». После кончины Бланка в 1745 году Александр продолжил обучение в архитектурной школе Д. В. Ухтомского, откуда был переведён учеником в команду архитектора И. К. Коробова, по инициативе самого мастера: «Оные ученики, уповаю, через время могут себя, будучи при мне, фундаментально в архитектурной науке утвердить». У Коробова Кокоринов учился полтора года и за это время успел сформировать основу своих творческих взглядов, изучал труды древнеримского учёного и зодчего Витрувия, итальянских архитекторов XVI века Виньолы и Серлио, участвовал в проектировании и строительстве различных сооружений, наблюдал за постройками, и так хорошо себя зарекомендовал, что по просьбе Коробова ему увеличили жалованье до 80 рублей в год при том, что большая часть учеников получала от 12 до 48 рублей в год.
В августе 1749 года Кокоринову присвоили звание гезеля («подмастерья»), дававшее право самостоятельно разрабатывать проекты и принимать частные заказы; жалование его составило уже 250 рублей в год. Кокоринов — один из немногих русских архитекторов XVIII века, не учившийся за границей, полностью воспитанный традициями московской архитектурной школы.
В новой должности Кокоринов занимается реставрацией стен и башен московских укреплений — «городового строения», делает первые шаги в преподавании. Выполняя частные заказы, Александр приобрёл добрую репутацию и такую известность, что граф К. Г. Разумовский, гетман запорожского войска и президент Санкт-Петербургской академии наук, поручил ему благоустроить своё подмосковное имение Петровское. Остатки этой усадьбы ныне — это всё, что сохранилось от деятельности Кокоринова в Москве.
В марте 1752 года Александр Кокоринов стал офицером — ему присвоили чин поручика, что давало право на получение личного дворянства и означало бо́льшую независимость, а 30 апреля 1753 года московская губернская канцелярия поручила ему архитектурный надзор за городскими строениями, вынеся соответствующее постановление.

### Переезд в Петербург
С 1754 года жил в Санкт-Петербурге, выполнял архитектурные и различные другие прикладные задачи, связанные, например, с гранильным ремеслом и фарфоровым производством. В этом же году произведён в унтер-архитекторы за то, что достроил в Петербурге дом фаворита императрицы Елизаветы, камергера и государственного деятеля Ивана Ивановича Шувалова на Итальянской улице (на самом деле по данным А. Ф. Крашенинникова заканчивал оформление интерьеров здания, построенного по проекту С. И. Чевакинского). С 1761 года директор, с 1765 — профессор, а с 1769 — ректор Императорской Академии художеств. Участвовал в строительстве здания Императорской Академии художеств в Санкт-Петербурге (1764—1788). Долгое время считалось, что Кокоринов принимал участие в проектировании здания Академии совместно с Ж. Б. М. Валлен-Деламотом. Историк архитектуры В. К. Шуйский в 1990-х годах на основе архивных изысканий, проведённых во Франции, в Ангулеме и Париже, убедительно доказал, что проектированием занимался один Валлен-Деламот, взяв за образец свои парижские разработки, а строительство поручил Кокоринову.

### Последние дни
Скончался от «водяной болезни» неустановленного происхождения, исповедан в Симеоновской церкви и похоронен на Сампсониевском кладбище. На ныне утраченной могиле архитектора стояло надгробие, надпись на котором гласила:

Здесь погребен искусный в архитектурном художестве муж Александр Филипов Кокоринов. Родился 1726 года июня 29 дня, служил при Императорской Академии, с начала установления оной, профессором, после за отличные труды по воспитанию юношества при оной произведен в адъюнкт-ректоры, а потом в ректоры, и, по определению судьбы, оставив временное, переселился в вечное 1772 года марта на 10 число.

#### Версии и поздние мифы
По другой версии, ныне считающейся выдуманной, Кокоринов вследствие необоснованных обвинений в хищении финансовых средств заболел душевно и физически: «стал худеть, задумываться, заговариваться и в припадке меланхолии» покончил жизнь самоубийством на чердаке здания Академии художеств (по формулировке А. И. Сомова в персоналии «Брокгауза — Ефрона» — «повесился на чердаке своего дома») и погребён на Смоленском православном кладбище.
Существует также легенда, ставшая частью современного петербургского фольклора, что Кокоринов покончил с собой от переживаний в связи с выговором, который ему сделала Екатерина II, когда, посетив новооткрытую Академию художеств, случайно запачкала своё платье, задев свежевыкрашенную стену.
Обстоятельства смерти первого директора Императорской Академии художеств породили одну из многочисленных петербургских легенд, известную как «Призрак Академии художеств». Рассказывают, что душа самоубийцы, не получив упокоение в Вышнем мире, обречена вечно бродить в созданных им когда-то стенах.

### Семья
- Жена — Пульхерия Григорьевна Демидова, дочь Г. А. Демидова; на её сестре Наталье был женат архитектор И. Е. Старов, скончалась 5 апреля 1781 года, 39-и лет, похоронена на Лазаревском кладбище Александро-Невской лавры[26][27].
- Дочь — Анастасия, родилась 17 апреля 1763 года, скончалась в девицах 5 (по данным «Петербургского некрополя» — 6) октября 1785 года[19], 22-х лет; похоронена на Лазаревском кладбище[28][27].

## Некоторые работы А. Ф. Кокоринова
Взяты из перечня А. Ф. Крашенинникова:
- 1751 год — исправление кровли Вотчинной канцелярии в Московском Кремле;
- 1752—1753 годы — возведение усадьбы К. Г. Разумовского в Подмосковье (Петровско-Разумовское);
- 1753 год — перестройка Мануфактур- и Берг-коллегий в Москве;
- 1753 год — участие в проектировании моста через реку Неглинную в Москве;
- 1754—1755 годы — участие в отделке дома И. И. Шувалова в Петербурге;
- 1760 — проект Гостиного двора в Петербурге;
- 1760—1763 годы — проектирование и строительство дома К. Г. Разумовского на Мойке (ныне — Главное здание педагогического университета им. А. И. Герцена, Мойка, 48);
- 1763 год — проект приспособления старого Зимнего дворца под Академию художеств в Петербурге;
- 1764—1771 годы — строительство первой очереди здания Академии художеств на Васильевском острове;